# Alcazaba (Almería)

Alcazaba

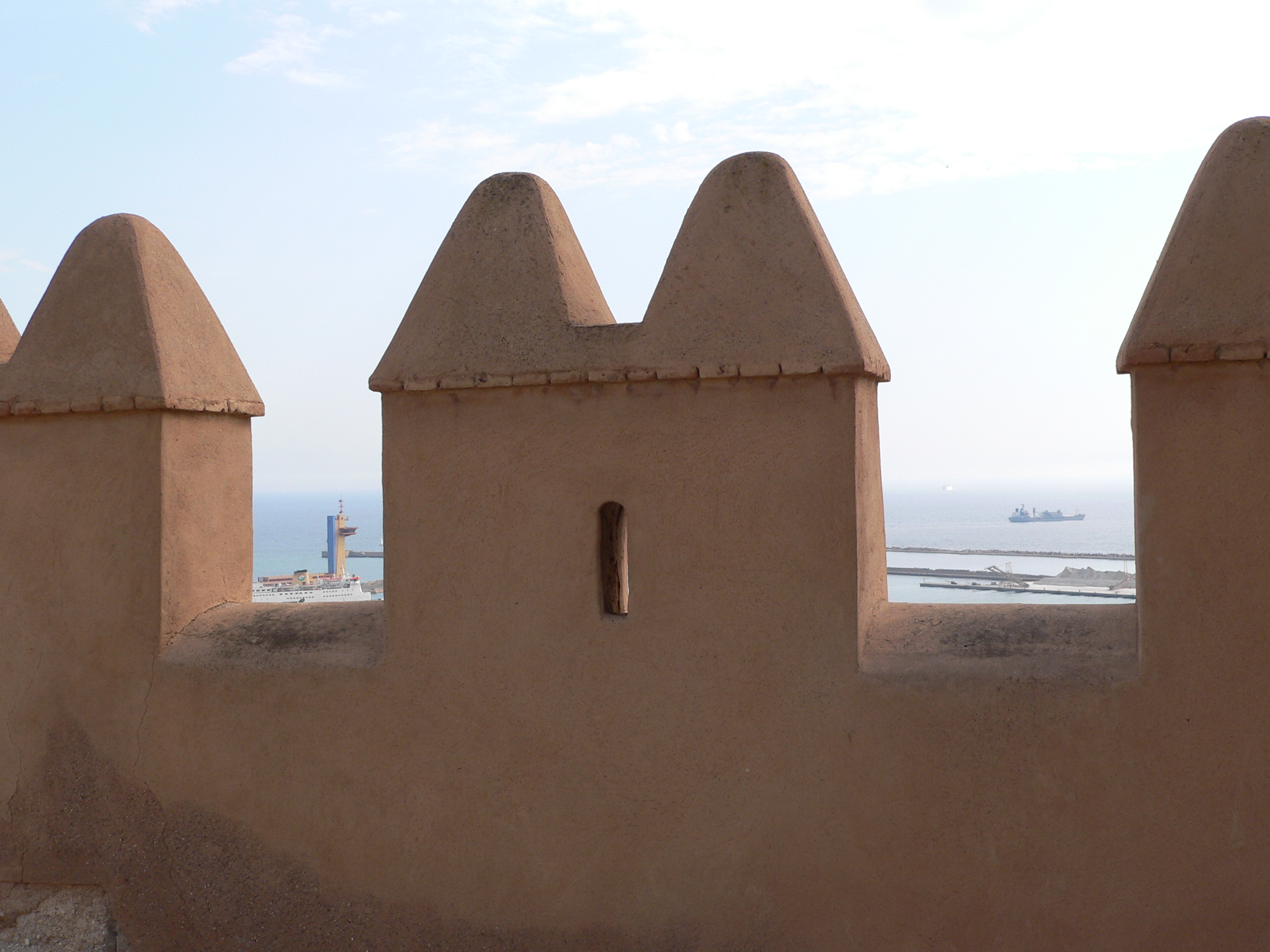
Zinnen der Alcazaba

Die Alcazaba von Almería ist eine maurische Festung, von der man die Stadt Almería in Andalusien in Spanien überblicken kann.

## Geschichte
Die Alcazaba wurde im 10. Jahrhundert unter dem Kalifen Abd ar-Rahman III. auf einem 85 m hohen Hügel nahe dem Stadtzentrum errichtet. Sie beherbergte seit der formellen Stadtgründung 955 die Residenz des Stadtherren. Während der Taifazeit von 1012 bis 1091, als die Stadt unabhängig war, war sie die Residenz souveräner Fürsten, die zeitweise für sich den Titel Kalif in Anspruch nahmen. Als Bauherr machte sich besonders al-Muʿtaṣim von 1051 bis 1091 einen Namen.
Die Alcazaba wurde bis ins 15. Jahrhundert von muslimischen Statthaltern genutzt. 1522 wurde die Palastanlage durch ein Erdbeben zerstört und nur teilweise durch Neubauten ersetzt. Im Zuge der Rekonstruktion wurden Teile der Alcazaba durch christliche Architektur geprägt und die Moschee in eine Kapelle umgewandelt.

## Aufbau

### Erster Burgbezirk
Der erste Burgbezirk (Vorburg) wurde zu einer Gartenanlage umgestaltet. An ihrer Ostseite befindet sich die Bastei Baluarte del Saliente. Die Festungsmauer Muro de la Vela kann von diesem Bezirk aus bestiegen werden. Die Vorburg bot ausreichend Platz, um als militärisches Lager und als Schutzbereich für die Bevölkerung bei einer Belagerung zu dienen. Zu diesem Zwecke verfügte sie über viele Zisternen.

### Zweiter Burgbezirk

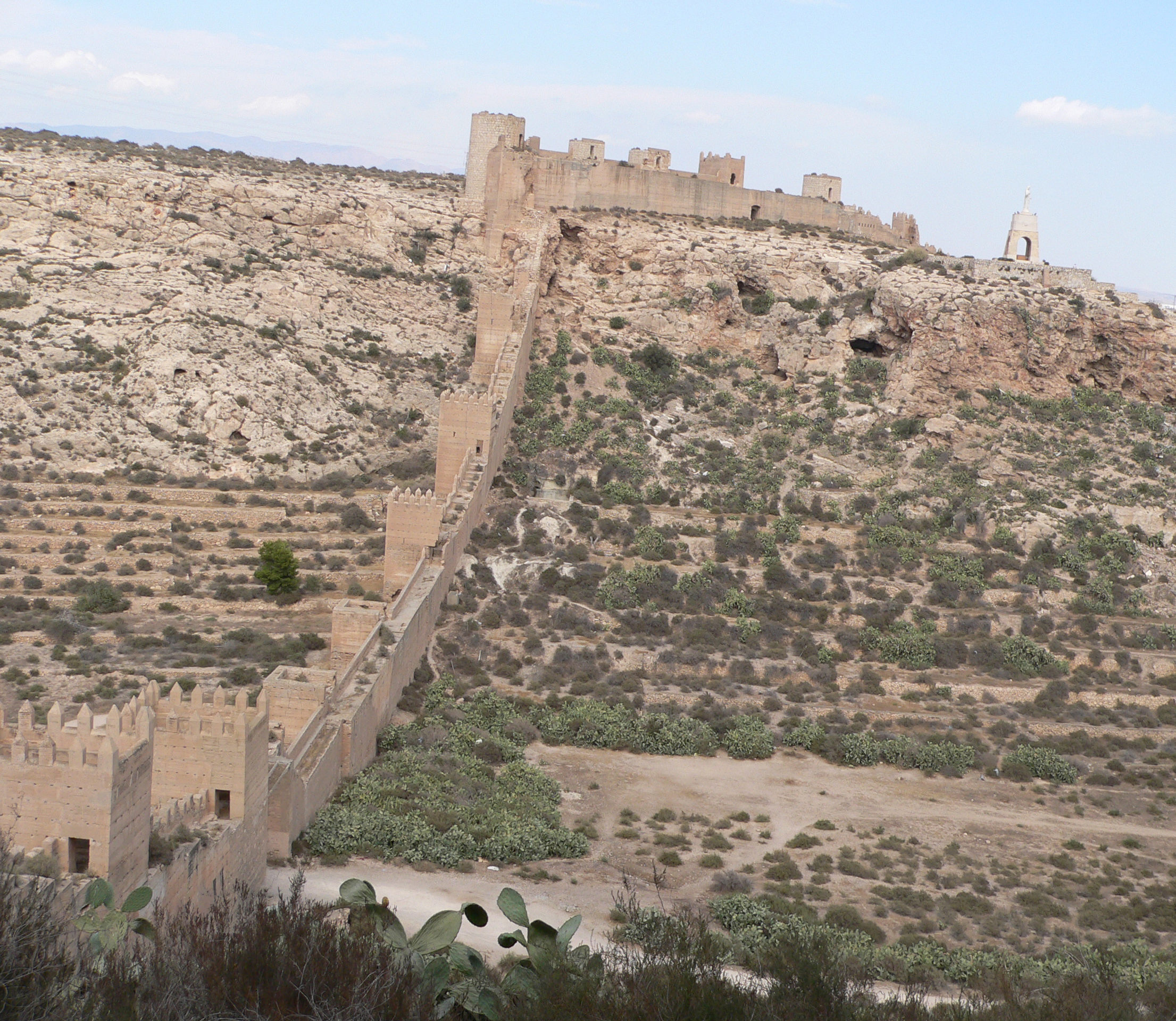
Muralla de Jayrán

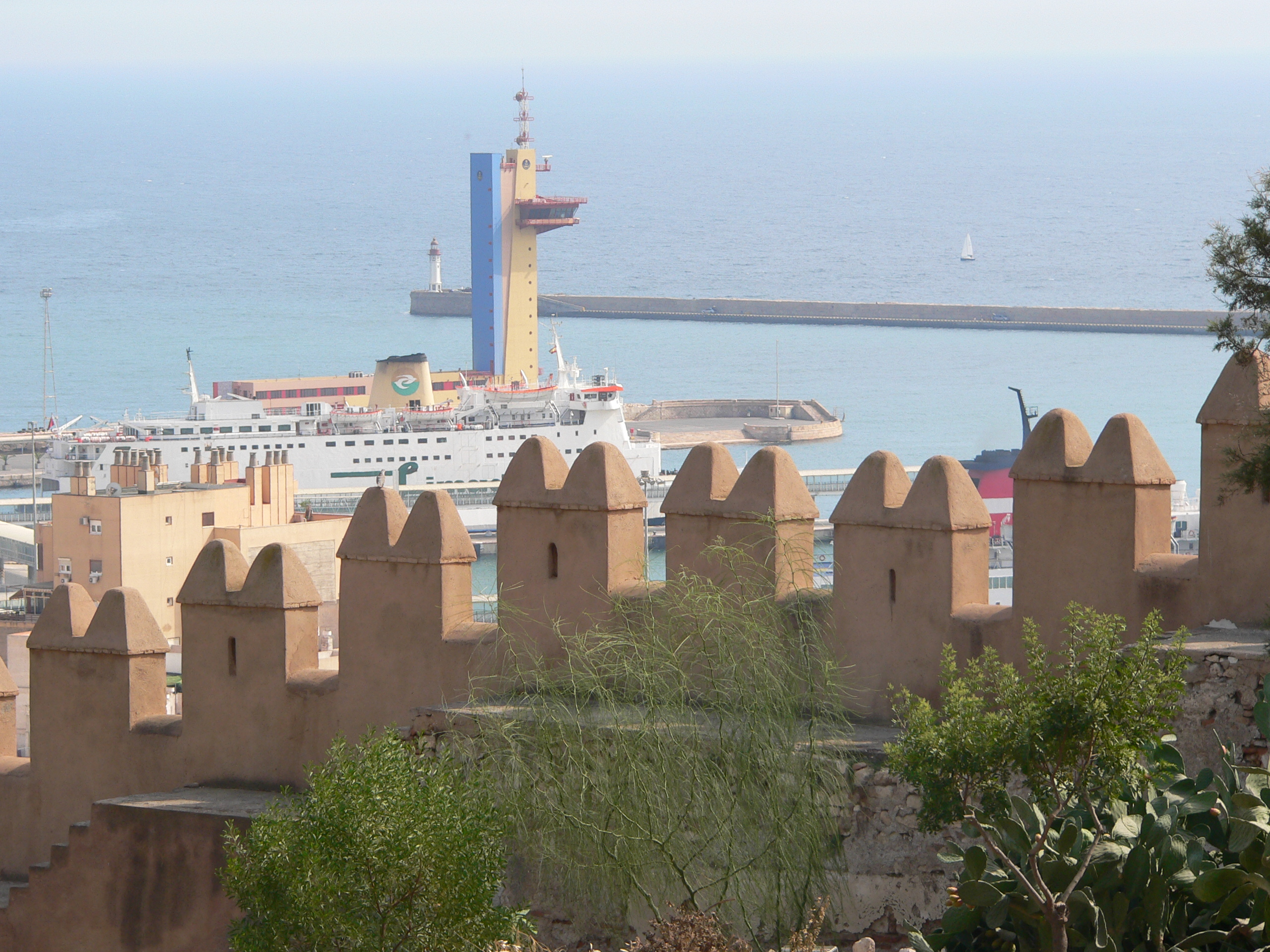
Blick auf den Hafen

Der zweite Burgbezirk ist durch eine Mauer vom ersten getrennt. Hier waren in maurischer Zeit die Garnisonen und die Wohnungen der Hofbeamten. In seinen Ruinen werden zurzeit Ausgrabungen durchgeführt.
Wo erster und zweiter Burgbezirk aufeinandertreffen, beginnt eine Stadtmauer, die Muralla de Jayrán, die mit ihren vielen Türmen das gesamte Tal sperrt. Sie geht bis zum Felsen Cerro de San Cristóbal, auf dem die Ruinen der Tempelritterburg Castillo de San Cristóbal stehen. Sie bildet einen Teil der mittelalterlichen Stadtanlage.

### Dritter Burgbezirk
Im dritten Burgbezirk, der Kernburg, steht ein Bergfried. Nach der Einnahme von Almería 1489 erhielt die Kernburg eine neue Befestigung mit Batterietürmen und dazwischen gelegenen Kurtinen.

## Weblinks

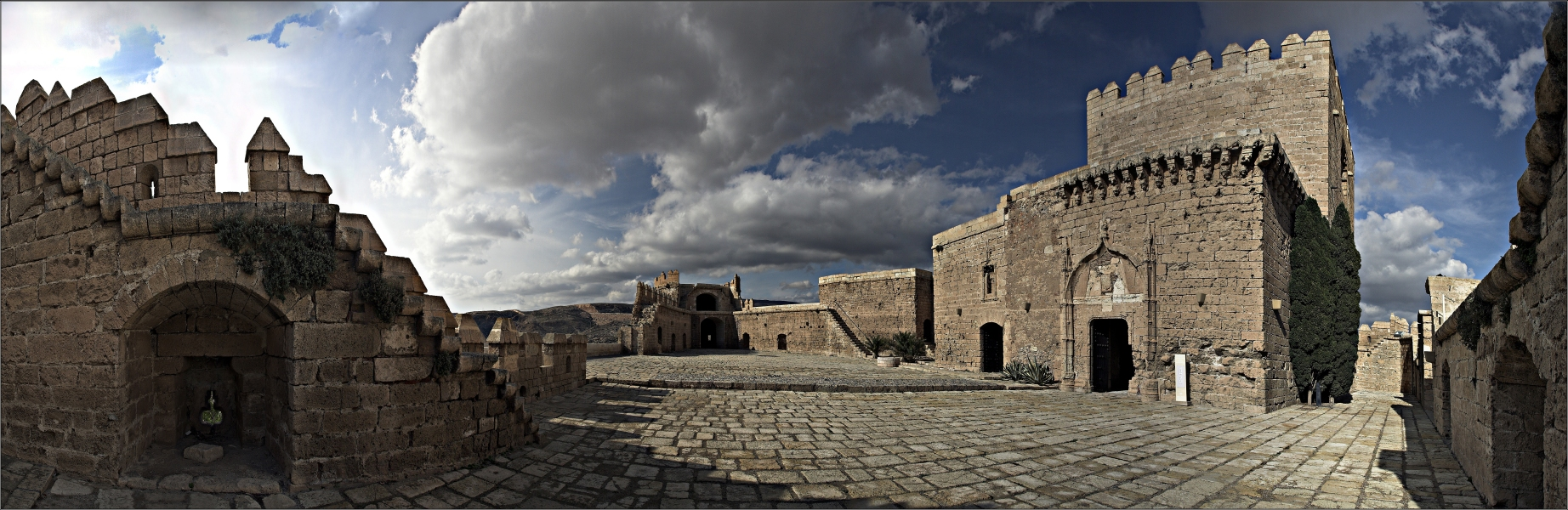
Alcazaba – Innenhof